# Kalender von Coligny

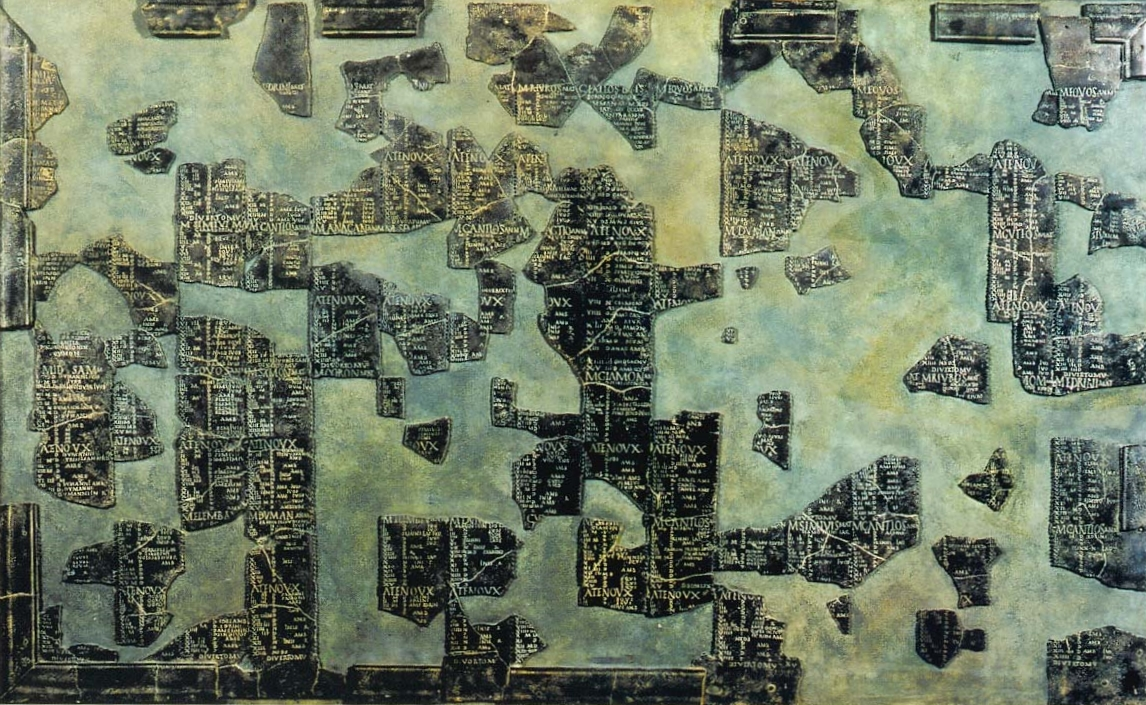
Übersicht der Bruchstücke

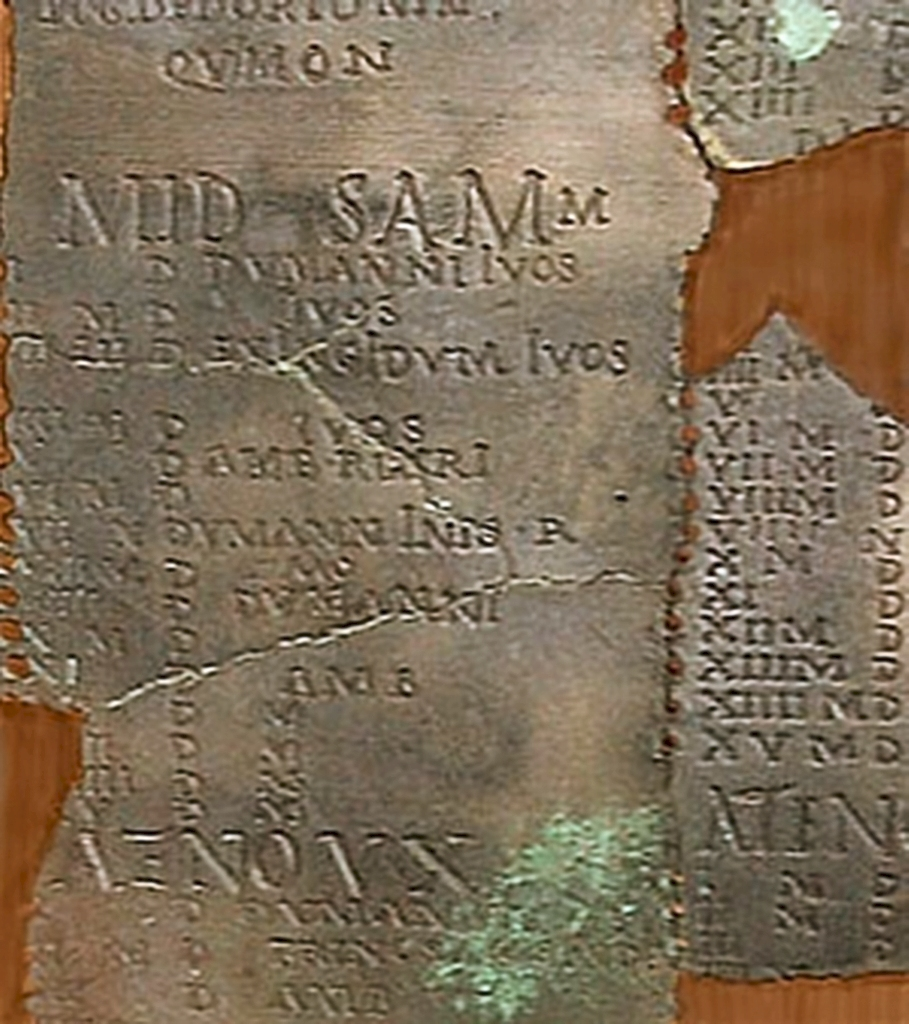
Teilstück vergrößert

Kalender von Coligny ist die Bezeichnung für einen keltischen Kalender aus der gallo-römischen Zeit, der Ende des 19. Jahrhunderts bei Coligny (Département Ain) in Form von Bronzeblechstücken gefunden wurde. Untersuchungen ergaben, dass diese Stücke die Reste eines gallischen Kalenders waren, der für einen Zeitraum von fünf Sonnenjahren angelegt war.

## Geschichte
Im November 1897 wurden zwei Kilometer nördlich der kleinen Gemeinde Coligny in Südostfrankreich Teile einer 174 cm großen Bronzestatue des Gottes Mars zusammen mit 153 Bruchstücken einer Bronzeblechtafel entdeckt. Diese Tafel hatte ursprünglich eine Größe von 148 × 90 cm und ließ sich zu rund 45 % ihrer ursprünglichen Fläche zusammensetzen. Die Tafelbruchstücke sind mit lateinischen Buchstaben (römische Majuskelschrift) in gallischer Sprache beschriftet. Der Steckkalender umfasst 2021 Zeilen mit rund 60 Wörtern im erhaltenen Teil und war lange Zeit der umfangreichste Text in gallischer Sprache, erst übertroffen durch die Inschriften von Chamalières und Larzac. Die Statue und der Kalender waren nach der Fundsituation ursprünglich offenbar in einem Heiligtum aufbewahrt, wo sie auch kultischen Zwecken gedient haben mögen. Sie wurden früher auf das 1. Jahrhundert n. Chr. datiert, neuere  paläographische Forschungen nehmen eher eine Entstehung gegen Ende des 2. Jahrhunderts an. Der Kalender wird heute im Musée de la civilisation gallo-romaine in Lyon aufbewahrt.
Vergleichbare Kalenderfragmente wurden auch 1807 und 1965 in Villards-d’Héria entdeckt, das nur rund 30 Kilometer östlich von Coligny liegt. Inschrift und Aufbau sind soweit ersichtlich identisch.

## Aufbau
Der Kalender ist nach dem Lunisolaren Zyklus eingerichtet. Die Grundlage ist ein Mondjahr mit 12 Monaten und 355 Tagen, wobei sieben Monate je 30 und fünf Monate je 29 Tage haben. Der sich zum Sonnenjahr ergebende Unterschied wird dadurch ausgeglichen, dass beginnend mit dem 1. Jahr und nach zweieinhalb Jahren – also 31 Monaten – ein Schaltmonat zu 30 Tagen eingeschoben wurde. Die Schaltmonate haben die Namen Quimonios und Rantaranos (oder Bantaranos). Der gefundene Kalender enthält somit 62 Monate. Jeder Monat ist mit einem Namen und zusätzlich mit den Worten MAT – bei 30 Tagen – oder ANM(AT) – bei 29 Tagen – gekennzeichnet. Diese Zusätze sind möglicherweise mit den mittelkymrischen Wörtern mad („glückbringend“) und anfad („unheilvoll“) in Verbindung zu bringen, es kann aber auch der Vermerk „vollständig“ und „unvollständig“ gemeint sein. Religiöse Feste oder Götternamen sind trotz gegenteiliger Deutungsversuche – im Unterschied zu anderen antiken Kulturen – nicht verzeichnet.
| Qui 1. | Riu 4. | Gia 8.  | Aed 12. | Riu 16. | Gia 20. | Aed 24. | Riu 28. | Ran 32. | Equ 35. | Sam 39. | Ogr 43. | Equ 47. | Sam 51. | Ogr 55. | Equ 59. |
| Qui 1. | Ana 5. | Sim 9.  | Can 13. | Ana 17. | Sim 21. | Can 25. | Ana 29. | Ran 32. | Ele 36. | Dum 40. | Qut 44. | Ele 48. | Dum 52. | Qut 56. | Ele 60. |
| Sam 2. | Ogr 6. | Equ 10. | Sam 14. | Ogr 18. | Equ 22. | Sam 26. | Ogr 30. | Gia 33. | Aed 37. | Riu 41. | Gia 45. | Aed 49. | Riu 53. | Gia 57. | Aed 61. |
| Dum 3. | Qut 7. | Ele 11. | Dum 15. | Out 19. | Ele 23. | Dum 27. | Out 31. | Sim 34. | Can 38. | Ana 42. | Sim 46. | Can 50. | Ana 54. | Sim 58. | Can 62. |

Der Kalender lässt sich trotz vieler fehlender Fragmente dank seines eindeutigen Schemas rekonstruieren. Die einzige Ausnahme ist der 9. Monat Equos. Er ist in den Jahren 1 und 5 ein voller Monat zu 30 Tagen, wird aber trotzdem als Anmatus gekennzeichnet. Somit müsste er mindestens in einem der Jahre 2, 3 oder 4 weniger Tage besitzen. Diese Fragmente sind aber nicht vorhanden. Durch die vorhandene Angabe der Gesamttage des 3. Jahres kann aber auf eine Monatslänge von 30 Tagen im 3. Jahr geschlossen werden. Bleibt eine Ungewissheit für die Jahre 2 und 4. In der Literatur findet man hauptsächlich 2 Interpretationen. Einmal von Mac Neill, der für die beiden fehlenden Monate jeweils 28 Tage annimmt, sowie die Interpretation von Olmsted, die für das zweite Jahr 28 Tage und für das vierte 29 Tage aufweist.
| Monatsname     | Tage im Jahr 1      | Tage im Jahr 2 | Tage im Jahr 3 | Tage im Jahr 4 | Tage im Jahr 5 |
| -------------- | ------------------- | -------------- | -------------- | -------------- | -------------- |
| Quimonios      | 30                  | -              | -              | -              | -              |
| 1. Samonios    | 30                  | 30             | 30             | 30             | 30             |
| 2. Dumannios   | 29                  | 29             | 29             | 29             | 29             |
| 3. Riuros      | 30                  | 30             | 30             | 30             | 30             |
| 4. Anagantio   | 29                  | 29             | 29             | 29             | 29             |
| 5. Ogronnios   | 30                  | 30             | 30             | 30             | 30             |
| 6. Qutios      | 30                  | 30             | 30             | 30             | 30             |
| Rantaranos     | -                   | -              | 30             | -              | -              |
| 7. Giamonios   | 29                  | 29             | 29             | 29             | 29             |
| 8. Semiuisonns | 30                  | 30             | 30             | 30             | 30             |
| 9. Equos       | 30                  | 28             | 30             | 28 oder 29     | 30             |
| 10. Elembiuios | 29                  | 29             | 29             | 29             | 29             |
| 11. Aedrinios  | 30                  | 30             | 30             | 30             | 30             |
| 12. Cantlos    | 29                  | 29             | 29             | 29             | 29             |
| Jahressumme    | 385                 | 353            | 385            | 353 oder 354   | 355            |
| Gesamtsumme    | 1831 oder 1832 Tage |                |                |                |                |

Diese 1831 Tage sind sehr nahe bei den wirklichen 62 × 29,530585 = 1830,90 Tagen für 62 synodische Monate. Die Mondphasen werden also mit diesem Kalender, im Gegensatz zu unserem jetzigen Gregorianischen Kalender, sehr gut abgebildet. Das Ziel, auch die 365,24219052 × 5 = 1826,21 Tage für die 5 tropischen Sonnenjahre zu treffen, wird aber um 1831 – 1826,21 = 4,79 Tage verfehlt. Nach jeweils 5 Jahren begännen somit die Jahreszeiten um ungefähr 5 Tage früher.
Doch erwähnte schon Ricci 1898, dass nach Plinius dem Älteren im 16. Buch seiner Naturgeschichte die keltische Zeitrechnung auf einer 30-jährigen Periode basierte. Lässt man in diesen 30 Jahren einen Schaltmonat ausfallen, so die Vermutung, korrigiert sich die Sonnenzeit auf einen Fehler von nur noch 30 – (6 × 4,79) = 1,27 Tage.
Auch die Genauigkeit der Mondphasen verbessert sich durch einen fehlenden Schaltmonat in 30 Jahren. Es sind nun 6 × 62 – 1 = 371 Kalendermonate mit 6 × 1831 – 30 = 10956 Tagen. Das ergibt eine Monatslänge von 10956 / 371 = 29,53100 mit einem Fehler auf 30 Jahre von (29,531 – 29,530585) × 371 = 0,154 Tagen. Somit verschiebt sich der Anfang einer Mondphase erst nach 30 / 0,154 = 195 Jahren um einen Tag. Von Plinius erfährt man zusätzlich, dass erst mit dem sechsten Tag des Mondes der Monat beginnen würde. Geht man von einer ursprünglichen Übereinstimmung von Monat und Mond aus, so hätte der Kalender zu Plinius Zeiten ein Alter von 195 × 5 = 975 Jahren gehabt. Das entspräche einer Entstehungszeit um das Jahr 900 v. Chr.
| Monat mit 30 Tagen | Monat mit 29 Tagen |
| ------------------ | ------------------ |
| • IVIII MD         | • IVIII DM         |
| • IIVII MD         | • IIVII DM         |
| • IIIVI MD         | • IIIVI DM         |
| • IIIIV MD         | • IIIIV DM         |
| • VIIII DM AMB     | • VIIII DM AMB     |
| • VIIII MD         | • VIIII DM         |
| • VIIII MD         | • VIIII DM         |
| • VIIII MD         | • VIIII DM         |
| • VIIII MD         | • VIIII DM         |
| • XIIIII MD        | • XIIIII DM        |
| • XIIIII DM AMB    | • XIIIII DM AMB    |
| • XIIIII MD        | • XIIIII DM        |
| • XIIIII MD        | • XIIIII DM        |
| • XIIIII MD        | • XIIIII DM        |
| • XVII MD          | • XVII DM          |
| ATENOUX            | ATENOUX            |
| • IVIII MD         | • IVIII DM         |
| • IIVII MD         | • IIVII DM         |
| • IIIVI DM AMB     | • IIIVI DM AMB     |
| • IIIIV MD         | • IIIIV DM         |
| • VIIII DM AMB     | • VIIII DM AMB     |
| • VIIII MD         | • VIIII DM         |
| • VIIII DM AMB     | • VIIII DM AMB     |
| • VIIII MD         | • VIIII DM         |
| • VIIII DM AMB     | • VIIII DM AMB     |
| • XIIIII MD        | • XIIIII DM        |
| • XIIIII DM AMB    | • XIIIII DM AMB    |
| • XIIIII MD        | • XIIIII DM        |
| • XIIIII DM AMB    | • XIIIII DM AMB    |
| • XIIIII MD        | • XIIIII DM        |
| • XVII DM AMB      | DIUERTOMU          |

| M SAMON MAT | M SAMON MAT | M SAMON MAT | M SAMON MAT |
| ----------- | ----------- | ----------- | ----------- |
| • I         |             | N           | DVMAN IVOS  |
| • II        | ITI         | MD          | IVOS        |
| • III       | TII         | D           | DVM IVO     |
| • IIII      |             | MD          |             |
| • V         |             | D           | AMB         |
| • VI        |             | MD          |             |
| • VII       |             | PRIN LOVDIN |             |
| • VIII      |             | D           | DVM         |
| • VIIII     | IIT         | MD          |             |
| • X         |             | MD          |             |
| • XI        |             | D           | AMB         |
| • XII       |             | MD          |             |
| • XIII      | TII         | MD          |             |
| • XIIII     | ITI         | MD          |             |
| • XV        | IIT         | MD          |             |
| ATENOUX     |             |             |             |
| • I         |             | D           | DVMAN       |
| • II        | IIT         | D           | TRINVXSAMO  |
| • III       |             | D           | AMB         |
| • IIII      | TII         | MD          |             |
| • V         | ITI         | D           | AMB         |
| • VI        | IIT         | MD          |             |
| • VII       |             | D           | AMB         |
| • VIII      |             | N           | INIS R      |
| • VIIII     |             | N           | INIS R      |
| • X         | TII         | MD          |             |
| • XI        | ITI         | D           | AMB IVOS    |
| • XII       | IIT         | MD          | IVOS        |
| • XIII      |             | D           | AMB IVOS    |
| • XIIII     |             | MD          | IVOS        |
| • XV        |             | D           | AMB IVOS    |

Der Beginn jeder Tageszeile ist mit einem Loch im Blech für einen Stift versehen, mit dem das aktuelle Datum gekennzeichnet wurde. Ein Monat ist jeweils in 15 + 15 beziehungsweise 15 + 14 Tage aufgeteilt. Nach dem 15. Tag ist der Vermerk atenoux zu finden, der offenbar die Monatsmitte angibt. Atenoux setzt sich aus 'ate' und 'noux' zusammen. 'Ate' würde hier auf das indoeuropäische 'ati' zurückgehen, mit der Bedeutung "über", "dahinter" und auch mit dem irischen 'aith' "wieder" in Verbindung stehen. 'Noux' könnte aus dem indoeuropäischen Ursprung 'nokow-t-s' "Nacht" entstanden sein, wie das irische 'i-nnocht' oder das walisische 'nos'. So sehen Mac Neill als auch Olmsted die Bedeutung des Wortes 'atenoux' in etwa als "Die Rückkehr der Nacht" an. Fangen die Monate mit dem Neumond an, so wäre zum Zeitpunkt von 'atenoux' Vollmond und die Bezeichnung klar, dass es jetzt wieder dem Neumond zugeht.
Der zusätzliche Tagesvermerk 'prinni loudin' steht für den ersten Tag im ersten Monat 'Samonios'. Danach erscheint 'prinni loudin' wieder im nächsten 'MAT'-Monat am zweiten Tag, im dritten 'MAT'-Monat am dritten Tag und so weiter bis zum Ende eines Jahres. Es werden also die 'MAT'-Monate hochgezählt. Die gleiche Hochzählung findet auch mit dem Tagesvermerk 'prinni laget' für die 'ANMAT'-Monate statt, nur dass sie ein halbes Jahr später mit dem Monat 'Giamonios' anfangen. Auch 'Prinni laget' wird dann bis zum nächsten 'Giamonios' ein Jahr lang hochgezählt, manchmal auch ein oder zwei Monate darüber hinaus. Nach Olmsteds Herleitung bedeutet 'prinni' Weg, Kurs oder Pfad, 'loudin' wachsend oder zunehmend und 'laget' abnehmend. So sieht er durch den halbjährigen Abstand den Verlauf der Sonne abgebildet. 'Prinni loudin' im Monat 'Samonios' würde folglich die Wintersonnenwende und 'Prinni laget' im Monat 'Giamonios' die Sommersonnenwende bezeichnen.
'Prinni loudin' mag hier auch ein gutes Beispiel sein, wie manche Tage auf dem Kalender verschoben sind. So ist der erste Eintrag nicht am ersten Tag von 'Samonios', sondern am ersten Tag des Folgemonats 'Dumannios'. Eine vorgestellte Monatsbezeichnung, hier 'Samon', lässt das Ziel der Verschiebung erkennen. Solche Verschiebungen kommen überall auf dem Kalender vor, mag es Platzgründe oder andere Ursachen haben.
Weitere Tagesvermerke sind 'diuertomu' (am Ende der kurzen Monate), 'edutio...', 'exo', 'gano', 'ivos', 'ns', '...amman' und so weiter.
Dass viele der obengenannten gallischen Bezeichnungen für die gallo-römische Zeit bereits als unverständlich galten, deutet auf ältere Vorbilder für den Kalender hin. Die Monatsnamen lauten samon- (30), dumann- (29), riuros (30), anagantio- (29), ogronn- (30), cutios (30), giamoni- (29), simiuisonna- (30), equos (30), elembiu- (29), edrini-/aedrini- (30), cantlos (29) und sind meist ohne einleuchtende Etymologie und ohne Aufschluss für den Grund der Namensgebung. Mögliche Erklärungen gibt es für equos (zu gallisch *epos, irisch ech, „Pferd“ – siehe auch den kalabrischen „Pferdemonat“ ίππιος) und cantlos (zu irisch cétal, „Gesang“). Bei samon- und giamoni- wird „Sommer“ (zu irisch samrad, kymrisch haf) beziehungsweise „Winter“ (zu irisch geimred, kymrisch gaeaf) vermutet. Ob damit allerdings der Beginn, die Mitte oder das Ende dieser Jahreszeiten gemeint sind, bleibt letztendlich unbeantwortet. Das im Text vorkommende, unsicher zu lesende Wort LVGO mit dem Gott Lugh in Verbindung zu bringen, wird meist angezweifelt, ebenso bei der Buchstabenfolge BANTARAN die Verbindung zum Gott Taranis. Birkhan deutet außerdem noch ogronn- als „Kälte“.
Am zweiten Tag und in der zweiten Hälfte des Monats samon- ist der Tag trinox[tion] samonis vermerkt, wahrscheinlich ein Festtag, den Meid mit „Mittsommer“ zu übersetzen versucht (nach Birkhan am 17. Tag mit der Bezeichnung trinox sam[on] sindiu, „heute [ist] die Drei-Nacht des [Monats] Samon“).

## Neopagane Rezeption
Die unsichere Etymologie des Kalenders von Coligny begünstigt eine spekulative und fantasievolle Interpretation im Neopaganismus (Neuheidentum) und seinen Versionen Keltischer Neopaganismus, Neuzeitliches Druidentum, dem Wicca-Kult und anderen. Aus diesen Interpretationen entwickelten sich die esoterischen Systeme des Keltischen Jahreskreises, des Keltischen Baumhoroskopes und des Baumkalenders.